# Dimitri Riabouchinsky
Dimitri Pavlovitch Riabouchinsky (em russo:  Дми́трий Па́влович Рябуши́нский, 6 de novembro de 1882 – 22 de agosto de 1962) foi um especialista em dinâmica dos fluidos russo, conhecido por sua descoberta da técnica do sólido de Riabouchinsky. Com ajuda de Nikolai Jukovsky fundou o Instituto de Aerodinâmica em 1904, o primeiro na Europa. Riabouchinsky saiu da Rússia após a Revolução de Outubro e seu curto tempo de prisão, passando o resto de sua vida em Paris, não tendo aceitado a nacionalidade francesa e usando seu Passaporte Nansen até morrer.
Foi palestrante convidado do Congresso Internacional de Matemáticos em Estrasburgo (1920), em Bolonha (1928) e em Zurique (1932).